# Remeniv, Kameanka-Buzka
Remeniv (în ucraineană Ременів) este localitatea de reședință a comunei Remeniv din raionul Kameanka-Buzka, regiunea Liov, Ucraina.

## Demografie
Componența lingvistică a localității Remeniv
     Ucraineană (99,56%)
     Alte limbi (0,43%)
Conform recensământului din 2001, majoritatea populației localității Remeniv era vorbitoare de ucraineană (99,56%), existând în minoritate și vorbitori de alte limbi.